# Церковь Святого Саркиса (Дамаск)
Церковь Святого Саркиса  — армянская церковь в Дамаске (Сирия) построена в честь  Святого Саркиса. Церковь расположена на территории старого города христианском квартале Баб Шарки. При церкви действует армянская школа и резиденция армянского митрополита. Здание резиденции было перестроено из средневекового караван-сарая. Во дворе храма установлен памятник создателю армянского алфавита Месропу Маштоцу.

## История
2 апреля 2010 года церковь посетил президент Армении Серж Саргсян.
23 августа 2013 года церковь подверглась нападению. Погиб один человек.
20 ноября 2013 года возле церкви разорвался снаряд, пострадали дети.